# 바이바이 해피데이즈!
〈바이바이 해피데이즈!〉(バイバイ ハッピーデイズ!)는 카라의 일본 8번째 싱글이다. 2013년 3월 27일에 유니버설 뮤직으로부터 발매되었다.

## 개요
전작 "일렉트릭보이"로부터 약 5개월만의 싱글. 표제 곡은 졸업송이다. 3월 2일에 마쿠하리 멧세에서 열린 'U-EXPRESS LIVE 2013'에서 처음 선보였다. 초동 매상은 6.5만장으로 전작의 초동을 크게 웃돌았다.

## 수록곡

### 초회반 A
CD
1. バイバイ ハッピーデイズ!(바이바이 해피데이즈!)
작사・작곡: 이소가이 사이몬 편곡: ArmySlick
2. マイボーイ(마이보이)
작사・작곡・편곡: 노는 어린이 (김원현) 일본어 가사: 모리와카 카오리
한국에서 2011년 9월에 출시된 앨범 《STEP》 수록곡 'DATE (My Boy)'의 일본어 Ver.
3. バイバイ ハッピーデイズ! (Instrumental)
4. マイボーイ (Instrumental)

DVD
1. バイバイ ハッピーデイズ! (Music Video Clip)
2. バイバイ ハッピーデイズ! (Dance Shot Ver.)
3. バイバイ ハッピーデイズ! (Music Video Clip 오프 쇼트)

### 초회반B
CD
1. バイバイ ハッピーデイズ!
2. マイボーイ
3. バイバイ ハッピーデイズ! (Instrumental)
4. マイボーイ (Instrumental)

DVD
1. オリオン (Music Video Clip)
2. オリオン (Close-up Ver.)
3. オリオン (Music Video Clip 오프 쇼트)

### 초회반 C
CD
1. バイバイ ハッピーデイズ!
2. マイボーイ
3. バイバイ ハッピーデイズ! (Instrumental)
4. マイボーイ (Instrumental)
5. Beautiful Night  (한국어곡)
  - 보너스 트랙. 없어지는대로 보너스 트랙없이 통상반에 이행.